# Лиса Еделстин
Лиса Еделстин (енгл. Lisa Edelstein; рођена 21. маја 1966. године у Бостону, Масачусетс) је америчка глумица и писац позоришних комада.

## Филмографија
- Дорси (The Doors, 1991)
- Љубавна афера (Love Affair, 1994)
- Добро да боље не може бити (As Good As It Gets, 1997)
- Л. А. без мапе (L.A. Without a Map, 1998)
- Губим те (I'm Losing You, 1998)
- Сузанин план (Susan's Plan, 1998)
- Индискретно (Indiscreet, 1998, ТВ)
- 30 дана (30 Days, 1999)
- Чувајући наду (Keeping the Faith, 2000)
- Шта жене желе (What Women Want, 2000)
- Црна река (Black River, 2001, ТВ)
- Опседнута (Obsessed, 2002, ТВ)
- Вртић за тате (Daddy Day Care, 2003)
- Састанак са тамом: суђење и хапшење Ендруа Ластера (A Date with Darkness: The Trial and Capture of Andrew Luster, 2003, ТВ)
- Доктор Хаус (House M.D., 2004. - )
- Реци ујак (Say Uncle, 2005)
- Очеви и синови (Fathers and Sons, 2005, ТВ)
- Госпођа Херис (Mrs. Harris, 2005, ТВ)